# Argyraspodes argyraspis
Argyraspodes argyraspis là một loài bướm thuộc họ Họ Bướm xanh. Loài này có ở Nam Phi, phía tây và đông Cape, bang Orange Free và North Cape.
Sải cánh từ 32–38 mm đối với con đực và 35–45 mm đối với con cái. Cá thể trưởng thành mọc cánh từ tháng 8 tới tháng 3 và sometimes từ tháng 7 tới tháng 4.